# Nou Pa Pè
Albums de Edmond Mondésir
Sé Pou La Viktwa Nou Ka Alé
(2009)
Nou Pa Pè est le sixième album solo de Edmond Mondésir sorti en 2009.
Edmond Mondésir nous explique le sens de sa démarche :
"Ce CD répond à une demande insistante : Elle concernait d'abord le morceau «Nou pa pè», tant de fois joué en swaré bèlè, et qui n'était pas encore enregistré. Et puis nous avons choisi de répondre par la même occasion à la sollicitation de tous ceux qui souhaitaient avoir sous la main «Manzel tala», «Bwa Léza», de même que les deux morceaux traditionnels de référence que sont le gran bèlè «Man pa té la» et le béliya «Béliya manmay-la». Il arrive souvent que j'interprète ces morceaux lors des swaré bèlè."

## Pistes
1. Nou Pa Pè
2. Man Pa Té La
3. Manzel Tala
4. Béliya Manmay La
5. Bwa Léza
6. Nou Pa Pè - Musique et Chant
7. Nou Pa Pè - Instrumental